# Georg Schmuttermayr
Georg Schmuttermayr (* 31. August 1932 in Pfaffenhofen a.d.Ilm; † 5. März 2017 in Scheyern) war ein deutscher katholischer Theologe und Professor für Biblische Einleitungswissenschaft an der Universität Regensburg.

## Leben
Nach dem Schulbesuch in seiner Geburtsstadt und in Ingolstadt schloss er das humanistische Gymnasium der Benediktinerabtei Scheyern 1953 mit der Reifeprüfung ab. Er studierte Geschichte und Germanistik und dann auch Theologie an der Ludwig-Maximilians-Universität München, spezialisiert auf Bibelwissenschaft und orientalische Sprachen. 1962 wurde Georg Schmuttermayr Mitarbeiter am Biblischen Seminar bei Vinzenz Hamp. An der Münchner Universität wurde er 1966 zum Doktor der Theologie mit der Dissertation „Psalm 18 und 2 Sam 22“ promoviert. Am 23. Juli 1967 wurde er in Augsburg von Diözesanbischof Josef Stimpfle zum Priester geweiht und wirkte anschließend als Kaplan in Dillingen. 1971 habilitierte er sich an der Katholisch-Theologischen Fakultät der Universität Regensburg im Fach Altes Testament und biblisch-orientalische Sprachen mit der Schrift „Studien zur hebräischen Basis DBR I“. Im selben Jahr wurde er Professor an der Katholisch-Theologischen Fakultät der Universität Bamberg. 1974 erhielt er einen Ruf auf den Lehrstuhl für Biblische Einleitungswissenschaft (Altes und Neues Testament) an der Universität Regensburg, wo er bis zu seiner Emeritierung im Jahr 2000 lehrte und forschte; von 1997 bis 1999 übte er hier das Amt des Dekans der Katholisch-Theologischen Fakultät aus.
Neben seiner wissenschaftlichen Arbeit war Georg Schmuttermayr seit 1969 als Seelsorger für Menschen mit Behinderung in einer Einrichtung der Regens-Wagner-Stiftungen bei Holzkirchen tätig. Außerdem war er seit 1984 Mitglied im Augsburger Domkapitel und für Glaubenslehre und Gottesdienst sowie für die Hochschulen verantwortlich. In dieser Funktion war er mit der Vorbereitung und Durchführung der Augsburger Bistumssynode 1990 betraut. Seit 1995 war Georg Schmuttermayr zudem Mitglied und stellvertretender Vorsitzender des Stiftungsvorstandes der Katholischen Universität Eichstätt-Ingolstadt.
Georg Schmuttermayr engagierte sich für zahlreiche Sozialprojekte im Heiligen Land und war Mitglied im Deutschen Verein vom Heiligen Lande. 2008 wurde er vom Kardinal-Großmeister John Patrick Foley zum Ritter des Ritterordens vom Heiligen Grab zu Jerusalem ernannt und am 17. Mai 2008 im Kölner Dom durch Reinhard Kardinal Marx, Großprior der deutschen Statthalterei, in den Orden investiert.
Georg Schmuttermayr wurde am 11. März 2017 in der Grablege des Domkapitels im Innenhof des Domkreuzganges des Augsburger Doms beigesetzt.

## Ehrungen
Für seinen Einsatz in Kirche und Wissenschaft wurden Georg Schmuttermayr verschiedene Ehrungen und Auszeichnungen verliehen; unter anderem das Bundesverdienstkreuz am Bande des Verdienstordens der Bundesrepublik Deutschland (1997), die Ernennung zum Mitglied der Europäischen Akademie der Wissenschaften und Künste in Salzburg (2005), die Bestellung zum Konsultor der Kongregation für den Klerus durch Papst Johannes Paul II. (2004), die Ernennung zum Apostolischen Protonotar durch Papst Benedikt XVI. sowie die Verleihung des Bayerischen Verdienstordens (2014).

## Veröffentlichungen (Auswahl)
- Psalm 18 und 2 Samuel 22, Studien zu einem Doppeltext. Probleme der Textkritik und Übersetzung und das Psalterium Pianum (Studien zum Alten und Neuen Testament, Bd. 25), München 1971 (Promotionsschrift).
- Studien zur hebräischen Basis DBR I. Ein Beitrag zum Problem der Homonyme, Sankt Ottilien 1985 (Habilitationsschrift).
- Mitarbeiter des Wortes – Mitarbeiter der Wahrheit. Studien zur biblischen Philologie und Theologie. Aufsätze und unveröffentlichte Arbeiten, hrsg. von Ferdinand R. Prostmeier und Thomas Johann Bauer, St. Ottilien 2013.
- (Hrsg.), Vinzenz Hamp. Weisheit und Gottesfurcht. Aufsätze zur alttestamentlichen Einleitung, Exegese und Theologie, St. Ottilien 1990.
- mit Eugen Kleindienst (Hrsg.): Kirche im Kommen. Festschrift für Bischof Josef Stimpfle, Berlin 1991.
- (Hrsg.): Im Spannungsfeld von Tradition und Innovation. Festschrift für Joseph Kardinal Ratzinger, Regensburg 1997.